# Tod Frye
Tod R. Frye est un programmeur et développeur de jeux vidéo américain connu pour avoir porté le célèbre jeu d'arcade Pac-Man sur Atari 2600,.
Un temps employé d'Atari, il a travaillé sur Pac-Man, mais aussi sur la série Swordquest, sur le portage d'Asteroids sur Atari 8-bit, et sur des jeux abandonnés tels que Save Mary, Shootin' Gallery ou encore le portage de Xevious sur Atari 2600.